# L'enterrament prematur
L'enterrament prematur (títol original en anglès: The Premature Burial) és una pel·lícula fantàstica estatunidenca de Roger Corman, estrenada el 1962. Ha estat doblada al català. Està basada en el conte homònim d'Edgar Allan Poe.

## Argument
Al Segle XIX, Emily Gault arriba al domini dels Carrell per reprendre una història d'amor amb Guy Carrell però aquest últim, buscador mèdic a Londres, està obsessionat amb la idea de ser enterrat viu...

## Repartiment
- Ray Milland: Guy Carrell
- Hazel Court: Emily Gault
- Richard Ney: Miles Archer
- Heather Angel: Kate Carrell
- Alan Napier: Dr. Gideon Gault
- John Dierkes: Sweeney
- Dick Miller: Mole
- Clive Halliday: Judson
- Brendan Dillon: un capellà